# Hermanville
Hermanville je francouzská obec v departementu Seine-Maritime v regionu Normandie. Žije zde 116 obyvatel.

## Poloha obce
Obec leží 10 km od pobřeží Lamanšského průlivu.

### Sousední obce
| Růžice kompasu |        | Thil-Manneville |                     | Růžice kompasu |
| Růžice kompasu | Brachy | Sever           | Auppegard           | Růžice kompasu |
| Růžice kompasu | Brachy | Hermanville     | Auppegard           | Růžice kompasu |
| Růžice kompasu | Brachy | Jih             | Auppegard           | Růžice kompasu |
| Růžice kompasu |        | Lammerville     | Bacqueville-en-Caux | Růžice kompasu |